# Waigeum simplex
Waigeum simplex är en fjärilsart som beskrevs av Grose-smith och Kirby 1896. Waigeum simplex ingår i släktet Waigeum och familjen juvelvingar. Inga underarter finns listade i Catalogue of Life.